# Österstad
Österstad is een plaats in de gemeente Motala in het landschap Östergötland en de provincie Östergötlands län in Zweden. De plaats heeft 334 inwoners (2005) en een oppervlakte van 36 hectare.